# Друкарня Кульженка

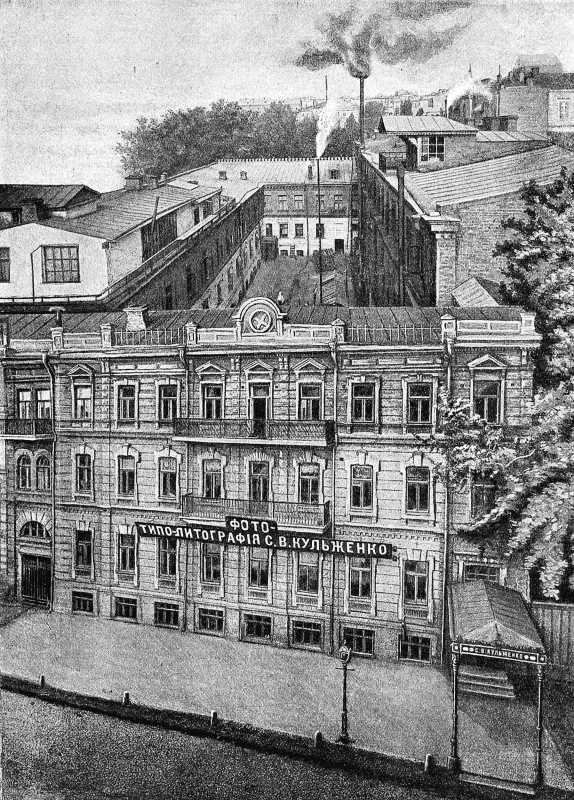
Будинок типолітографії «С. В. Кульженко» на вулиці Пушкінській № 4. Тут виготовлялися перші українські паперові банкноти та діяла Експедиція заготовок державних паперів. Літографія поч. ХХ ст.

Друка́рня Кульже́нка — друкарня, заснована Стефаном Кульженком у 1879 році в Києві. Друкарня займалася випуском книг, газет, журналів, а також друком державних і приватних документів. Вона відіграла важливу роль у книговиданні та поширенні української літератури в кінці XIX — на початку XX століття. У цій друкарні в 1918 році виготовляли перші гроші Української Народної Республіки — карбованці.

## Історія
Друкарня була заснована у 1879 році, коли Стефан Кульженко отримав дозвіл на відкриття власного друкарського підприємства. Навесні 1879 року Кульженко придбав у Василя Тарновського ділянку землі в Києві (нині це територія будинку № 4 на вул. Євгена Чикаленка, тоді Новоєлизаветинській) за ціною 8 крб за 1 квадратний сажень (площа ділянки — 666 кв. сажнів) і почав там будівництво нової друкарні. 15 серпня 1880 року завершив будівництво друкарні (її будівля згоріла 1941 року). Спочатку це була невелика друкарня, однак з часом вона перетворилася на потужний центр книговидання і друку. Кульженко активно впроваджував нові технології, що дозволило йому підвищити якість продукції. 
Друкарня Кульженка видавала твори відомих українських письменників, таких як Іван Франко, Леся Українка, а також важливі наукові й історичні праці. Крім того, друкарня займалася випуском офіційних документів і листівок.
Після смерті Стефана Кульженка друкарня продовжувала функціонувати ще деякий час, але з приходом радянської влади вона була націоналізована.